# Хикари Такаги
Хикари Такаги (јап. 高木 ひかり; 21. мај 1993) јапанска је фудбалерка.

## Репрезентација
За репрезентацију Јапана дебитовала је 2016. године. За тај тим одиграла је 19 утакмица и постигла је 1 гол.

## Статистика
| Јапан  | Јапан | Јапан |
| Год.   | Ута.  | Гол.  |
| ------ | ----- | ----- |
| 2016   | 1     | 0     |
| 2017   | 12    | 0     |
| 2018   | 6     | 1     |
| Укупно | 19    | 1     |